# Stefanos Dedas
Stefanos Dedas (in greco Στέφανος Δέδας?; Kilkis, 10 maggio 1982) è un allenatore di pallacanestro greco.

## Palmarès

### Squadra
- Lega Balcanica: 1

Hapoel Holon: 2020-21

### Individuale
- Miglior allenatore della Ligat ha'Al: 1

Hapoel Holon: 2020-21